# Dollrottfeld
Dollrottfeld (en danés: Dollerødmark) es un pueblo de Schleswig-Flensburg, en Schleswig-Holstein, Alemania.